# Potamos tu Kambu
Potamos tu Kambu (gr. Πoταμος του Καμπου, tur. Yedidalga) – część gminy Karawostasi, w Republice Cypryjskiej, w dystrykcie Nikozja. Kontrolowana jest de facto przez Turecką Republikę Cypru Północnego.